# Jerzy Kulczycki (neurolog)
Jerzy Kulczycki (ur. 21 maja 1928 we Lwowie, zm. 15 września 2019) – polski neurolog, prof. dr hab.

## Życiorys
W 1954 ukończył studia na Wydziale Lekarskim Pomorskiej Akademii Medycznej w Szczecinie. Już od 1950 pracował na macierzystej uczelni, początkowo w Zakładzie Histologii, następnie w Katedrze Neurologii. W 1961 obronił pracę doktorską, w 1971 uzyskał stopień doktora habilitowanego. 31 maja 1990 nadano mu tytuł profesora w zakresie nauk medycznych. Był m.in. prodziekanem Wydziału Lekarskiego (1972–1976).
W latach 1976–1998 pracował także w Instytucie Psychoneurologicznym (następnie Instytucie Psychiatrii i Neurologii) w Warszawie. Był członkiem prezydium Komitetu Nauk Neurologicznych Polskiej Akademii Nauk.

## Odznaczenia
- 1987: Doktor honoris causa PAM[2]

## Publikacje
- 2005: Zmiany w EEG i MRI a przebieg kliniczny podostrego stardniającego zapalenia mózgu (SSPE)EEG and MRI abnormalities and the clinical course of subacute sclerosing panencephalitis (SSPE)[1]
- 2005: Korelacja między niesprawnością ruchową i obrazami MR u chorych ze stwardnieniem rozsianymCorrelation between motor disability and MRI brain scans in patients with sclerosis multiplex[1]
- 2008: Giant cell ependymoma of the spinal cord and fourth ventricle coexisting with syringomyelia[1]
- 2009: Cerebrospinal fluid biomarkers in human genetic transmissible spongiform encephalopathies[1]